# Aela
Aela (em grego: Ἄελλα; por vezes confundida com Aelo), conhecida como "rápida como uma tempestade" em grego antigo, foi uma das amazonas que serviu sob o comando de Hipólita na mitologia grega. Destacou-se por sua excepcional velocidade, sendo a primeira a enfrentar Hércules durante sua nona tarefa, que era recuperar o cinto da rainha Hipólita. Esta proeza é destacada por Diodoro Sículo em sua obra Biblioteca Histórica.

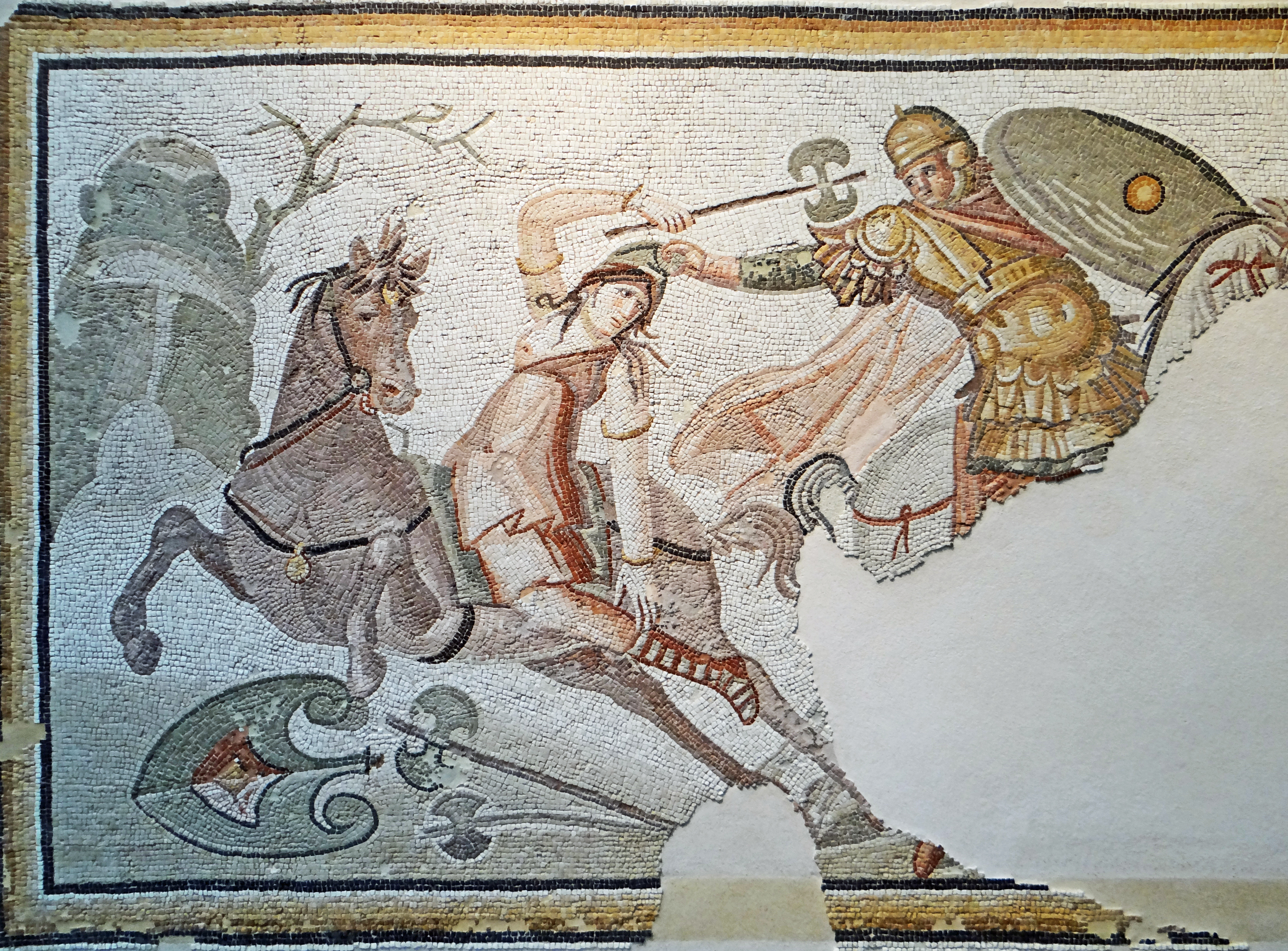
Um cavaleiro hippeis captura uma amazona montada armada com uma labrys por seu gorro frígio. Este mosaico romano do século IV d.C., de Dafne perto de Antioquia-sobre-o-Orontes (agora Antakya na Turquia), está localizado no Museu do Louvre, Paris.

## Família
As Amazonas, filhas do deus da guerra Ares e da ninfa Harmonia, eram conhecidas como guerreiras ferozes e independentes. Frequentemente retratadas residindo na região ao redor do Mar Negro, a localização exata de sua terra natal varia em diferentes relatos. Alguns escritores antigos colocam as Amazonas perto do rio Termodonte na moderna Turquia, enquanto outros sugerem a Escítia ou Líbia.

## Mitologia
A nona tarefa de Hércules, dada por Euristeu, era recuperar o cinto da rainha Hipólita para sua filha, Admete. Hércules navegou até a terra das Amazonas e foi inicialmente bem recebido por Hipólita, que admirava seu heroísmo. No entanto, Hera, disfarçada, incitou as Amazonas a atacar Hércules, levando a uma batalha. Aela, cujo nome significa "redemoinho", foi a primeira a atacar Hércules. Apesar de sua bravura, Hércules, vestindo a pele do Leão de Nemeia, era invencível, e Aela foi morta junto com outras Amazonas.

## Significados do nome
Seu nome, que significa "redemoinho" em grego antigo, reflete sua incrível velocidade e agilidade em batalha.